# 大红包
《大红包》（英語：Big Red Envelope），2021年1月22日在中国大陆上映的爱情喜剧片，片长122分钟，导演和编剧是李克龙，由福建纵横四海影业有限公司、大宋如歌影业（北京）有限公司联合出品，主演是包贝尔、克拉拉、贾冰、 张一鸣、许君聪 、王小利、廖蔚蔚、岳跃利。这是导演李克龙重拍的自己2014年执导的电影《红包》。

## 剧情
公司职员陈重与杜莹分手，于是陈重决定前往哈尔滨分公司，可临行前想要收回工作这些年来送出去的30多万随礼，于是与他的好兄弟大瑞谋划了一个假结婚的计划，俩人决定找一个演员扮演陈重的妻子，收回了一部分彩礼，后被杜莹所举报，被迫办了一个假婚礼，后陈重良心发现，向Ellie和同事坦白，最后与Ellie结婚。

## 演员
- 包贝尔 出演 陈重
- 李成敏 出演
- 贾冰 出演 钱总
- 张一鸣 出演 大瑞
- 许君聪 出演 刚子
- 王小利 出演 的假父
- 廖蔚蔚 出演 杜莹
- 岳跃利 出演 的真父

## 曲目
| 曲序 | 曲目                   |               | 作曲      | 歌手   |
| ---- | ---------------------- | ------------- | --------- | ------ |
| 1.   | 《别回头望》（推广曲） | 莫非定律      | 莫非定律  | 丁丁   |
| 2.   | 《红包拿来》（推广曲） | 闫飞/李克龙   | 闫飞      | 廖蔚蔚 |
| 3.   | 《印章》（宣传曲）     | 王嘉诚/乔米儿 | 乔米儿    | 王嘉诚 |
| 4.   | 《大红包》（宣传曲）   | 舒涵/严之     | 舒涵/严之 | BY2    |
| 5.   | 《人間劇場》（片尾曲） | 張聘言        | 閻驍男    | 楊宗緯 |

## 上映
2020年12月8日，该片发布定档预告海报，宣布该片将于2021年1月29日上映，2021年1月17日，片方发布“提钱开心”版预告，宣布将提档至2021年1月22日上映。

## 票房
《大红包》上映首日票房1247万。最终票房2.35亿。
| 上一届： 《大红包》 | 2021年中国内地一周票房冠军 第4-5週 | 下一届： 《唐人街探案3》 |

## 评价
截止2021年2月23日，豆瓣评分4.9分。